# 梅里特之围 (870年)
870年的梅里特之围是阿格拉布王朝（Aghlabids）军队对梅里特（今马耳他的姆迪纳）的入侵。围城最初由知名工程师哈拉夫·哈迪姆（Halaf al-Hādim）领导，在他被杀害后由萨瓦达·伊本·穆罕默德（Sawāda Ibn Muḥammad）取代。梅里特在围攻下坚持了数个星期或数月，但最终还是被入侵者攻陷，城内的居民被屠杀，城市本身被洗劫一空。

## 背景
马耳他岛自公元535年起成为拜占庭帝国的一部分，考古学证据表明这座岛屿可能在帝国中扮演重要的战略角色。当7世纪穆斯林开始扩张征战时，拜占庭在地中海受到了威胁，于是很可能在马耳他加强了防御。此时他们可能修建了内线防御工事，使得梅里特的城市规模缩小至原来的三分之一。
一队穆斯林侦查兵可能于伊斯兰历221年（公元835-836年）突袭了马耳他。

## 围城
在西西里岛周围的所有岛屿中，马耳他是最后一个依旧处在拜占庭控制下的。869年，艾哈迈德·伊本·奥马尔·伊本·乌拜德阿拉·伊本·阿格拉卜·哈巴希（Ahmad ibn Umar ibn Ubaydallah ibn al-Aghlab al-Habashi）的舰队对其发动了进攻，得到及时增援的拜占庭人一开始成功抵御了进攻，但次年870年，阿格拉布王朝埃米尔穆罕默德二世（Muhammad II of Ifriqiya）从西西里派遣舰队进攻马耳他，首都梅里特于870年8月29日沦陷。当地的总督被抓捕，城市被洗劫一空，防御工事也被夷为平地（据称哈巴希用当地大教堂的大理石柱来装饰他的宫殿）。
马耳他的沦陷对于拜占庭防御其在西西里岛的剩余领土具有重要意义：随着夺取雷焦卡拉布里亚和马耳他，穆斯林完成了对西西里的包围，可以轻易地阻止任何来自东部意大利半岛的援助。

## 希米亚里的记载
关于梅里特之围的更多细节来自于15世纪柏柏尔地理学家穆罕默德·本·阿卜杜·蒙伊姆·希米亚里（Muhammad bin 'Abd al-Mun'im al-Himyarī）所写的地理学书籍《芬芳花园之书》（Kitab al-Rawd al-Mitar），该书中叙述对梅里特的袭击最初由一位工程师哈拉夫·哈迪姆领导，他在围城中被杀。侵略者给时任阿格拉布王朝埃米尔穆罕默德二世写信，后者同意让当时的西西里总督穆罕默德·伊本·哈法阿（Muḥammad Ibn Hafāğa）委派新的将领。萨瓦达·伊本·穆罕默德瓦利被派往马耳他，在他的领导下穆斯林军队继续围城战并最终成功攻占梅里特，其统治者安布罗休斯（Ambrosios）被俘，入侵者“摧毁了城堡，洗劫了城市，并亵渎了任何他们不能带走的东西”，梅里特教堂的大理石被用来建造苏塞（位于今日突尼斯）的城堡及通往城堡的桥。
希米亚里进一步记载道，马耳他岛在被攻占后仍旧是无人居住的废墟，偶尔会有造船工人、渔民和采集蜂蜜的人会来拜访。马耳他岛直到伊斯兰历440年（公元1048-1049年）才重新有穆斯林定居，他们在梅里特的废墟之上建立1成为麦地那（Medina，今姆迪纳）的定居点。拜占庭人于伊斯兰历445年（公元1053-1054年）围攻了这一定居点，但最终被击退。

## 分析

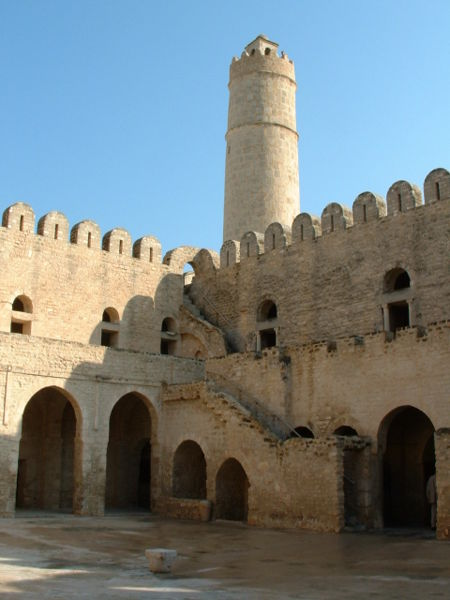
位于突尼斯的苏塞城堡，其中使用了从梅里特教堂掠夺来的大理石柱

根据14世纪穆斯林学者伊本·赫勒敦（Ibn Khaldun）的报告，阿格拉布王朝攻占马耳他最早发生于868年。14世纪安达卢斯历史学家伊本·哈蒂卜（Ibn al-Khatib）认为征服马耳他发生于875年2月11日至3月12日之间，而13世纪穆斯林历史学家努瓦里（Al-Nuwayri）的研究指向了同一时期，不过并没有给出具体日期。12世纪阿拉伯史学家伊本·艾西尔（Ali ibn al-Athir）记载道，869-870年，西西里酋长国向马耳他派遣了军队，此时马耳他被拜占庭人围攻，随后逃离。这一日期同样被一份来自今卡拉布里亚大区的卡萨诺阿洛约尼奥的希腊编年史所证实，编年史中称梅里特于870年8月29日投降。这一日期再次被一份阿拉伯编年史《Kitab al-'Uyun》确认，其中称马耳他被阿卜杜拉一世（Abdallah I）攻占，攻占日期为伊斯兰历256年斋戒月前3天，即公元870年8月28日。历史学家解释道这一微小差异是因为与伊斯兰历相关的月球观测存在不确定性。
希米亚里的记载于1931年被发现，其完整版于1975年在贝鲁特第一次发行，其中与马耳他相关的段落一直不为人知，直到1990年这些段落被翻译成英文。这是关于这次攻城最详细的记载，包含在其他任何资料中没有的信息。
希米亚里的记载显示攻城持续了几个星期或几个月，记载中提到的当地统治者证实围攻发生于伊斯兰历255至257年（公元868至871年）之间的某个时间。
其他的一些资料显示870年时马耳他已经是一个穆斯林定居点，当时它被拜占庭的舰队包围。阿格拉布王朝从西西里派遣救援部队后，拜占庭舰队未经战斗就于256年斋戒月28日撤退（公元870年8月29日）。这导致了岛上的希腊居民受到虐待，主教被逮捕并被监禁在巴勒莫，岛上的教堂被摧毁。
梅里特教堂的大理石被用来建造苏塞城堡的说法被城堡上的铭文所确认，其被翻译后的内容如下：
|  | Every cut slab, every marble column in this fort was brought over from the church of Malta by Ḥabaši ibn ‘Umar in the hope of meriting the approval and kindness of Allāh the Powerful and Glorious. 这座堡垒的每一块切板，每一根大理石柱，都是由哈比·伊本·奥马尔（Ḥabaši ibn ‘Umar）从马耳他的教堂带来，希望得到强大而光荣的阿拉的认可和宽容 |

虽然希米亚里记载道，马耳他岛在被攻占后仍旧是无人居住的废墟，在1048-1049年才开始有人重新定居，但考古学证据表明11世纪初，梅里特旧址就已经成为一个繁荣的穆斯林聚居区，所以1048-1049年可能是这座城市正式建立的日期，可能是姆迪纳城墙的建造日期。